# Erich Gindler

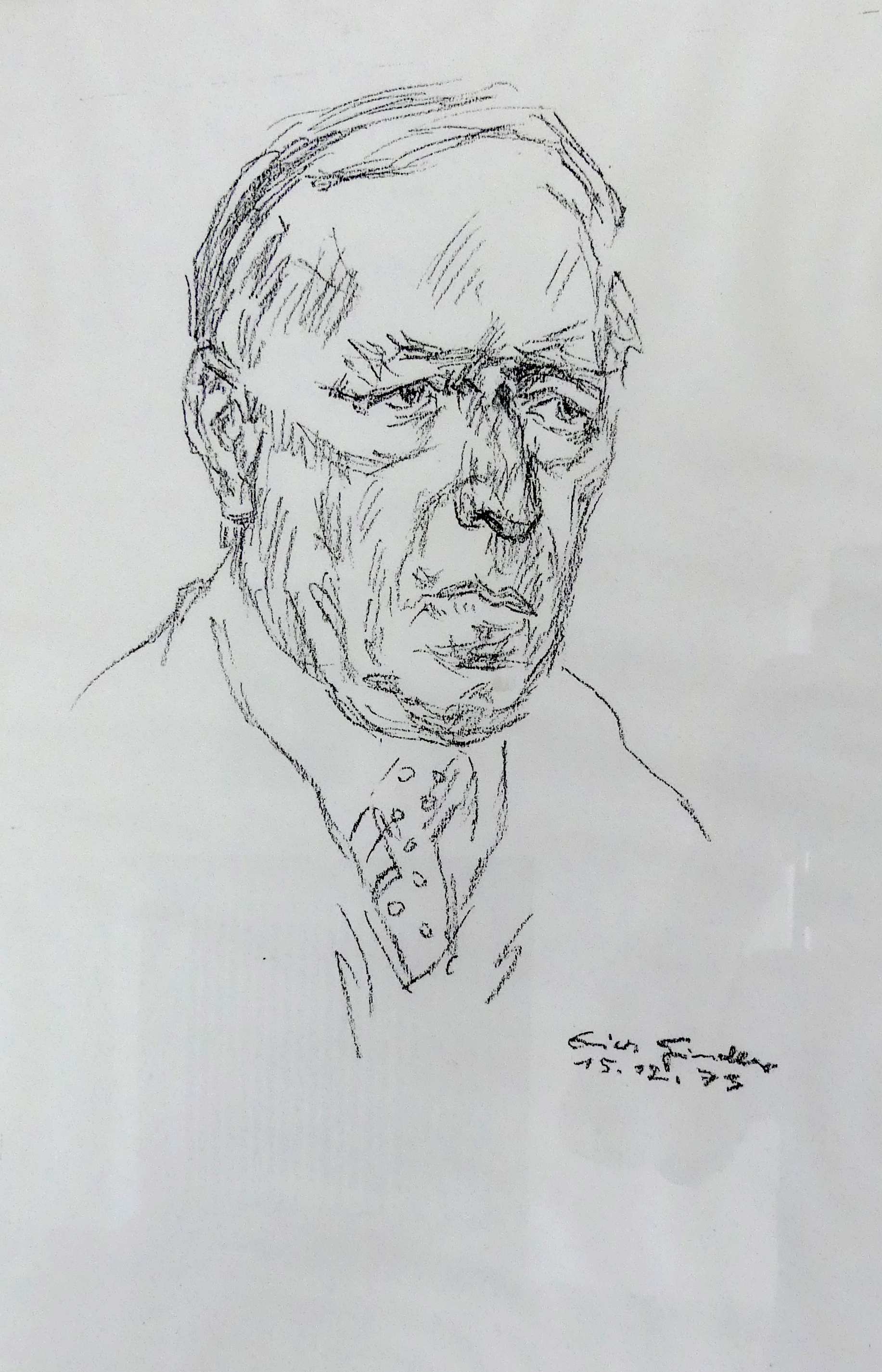
Selbstporträt von Erich Gindler, datiert vom 15. Dezember 1973

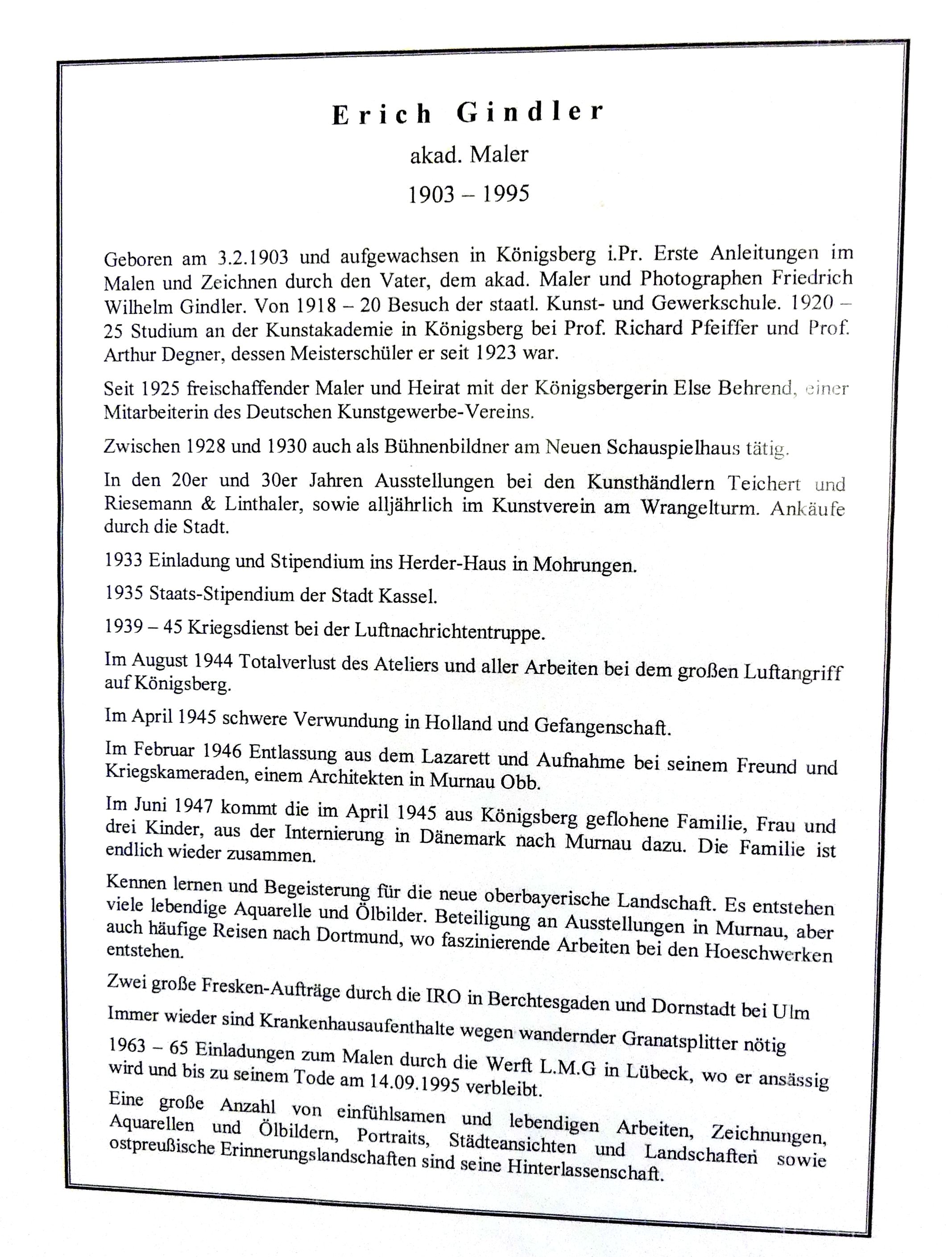
Kurzvita von Erich Gindler in der Insula-Kirche in Strub (Bischofswiesen)

Erich Gindler (* 2. März 1903 in Königsberg i. Pr.; † 14. September 1995 in Lübeck) war ein deutscher Maler.

## Leben
Gindler besuchte von 1918 bis 1920 die Staatliche Kunst- und Gewerkschule in Königsberg, anschließend die dortige Kunstakademie Königsberg, wo er Schüler von Richard Pfeiffer und 1923/24 Meisterschüler von Arthur Degner war. Ab 1925 war er als freischaffender Künstler in seiner Heimatstadt tätig. Als Hauptarbeitsgebiet gab er Figurenmalerei und Porträt- sowie Landschaftsmalerei und Stillleben an.
Im Zweiten Weltkrieg war er von 1939 bis 1945 Soldat. In der Ausstellung „Kunst der Front“ des Luftgaukommandos VI war er 1942 mit sieben Gemälden und Zeichnungen vertreten. Sein Atelier und damit ein Großteil seines Werkes wurden im Sommer 1944 bei den Luftangriffen auf Königsberg  zerstört.
Er selbst geriet im April 1945 schwer verwundet in Kriegsgefangenschaft, aus der er 1946 nach Murnau am Staffelsee entlassen wurde. Dort wurde er ansässig und war unter anderem als Volkshochschuldozent tätig. Seine Sujets waren die Berge Murnaus sowie Erinnerungen an die alte Heimat Königsberg, das Samland, die Kurische Nehrung und die Masuren. Mitte der 1950er Jahre bekam er Industrieaufträge im Ruhrgebiet. Ihm werden auf der Homepage der evangelisch-lutherischen Kirchengemeinde Berchtesgadens die bis Ende 1950 geschaffenen Wandmalereien in der im Bischofswiesener Ortsteil Strub stehenden Insula-Kirche zugeschrieben (siehe nebenstehende Abbildung einer Kurzvita in der Insula-Kirche wurden ihm seinerzeit Aufträge durch die Internationale Flüchtlingsorganisation (IRO) für zwei große Freskenaufträge in Dornstadt bei Ulm und der besagte in der Insula-Kirche attestiert).
Als er 1963 einen großen Auftrag der Firma Orenstein & Koppel erhielt, zog er nach Lübeck. Gindlers künstlerischer Nachlass wird im Ostpreußischen Landesmuseum in Lüneburg verwahrt.

## Auszeichnungen
- 1933: Stipendium der Stadt Mohrungen (heute: Morąg)[3]
- 1935: Stipendium der Stadt Kassel[3]

## Postume Ausstellungen
- 2008: Erich Gindler. Maler aus Königsberg. Im Ostpreußischen Landesmuseum in Lüneburg vom 12. Juli bis 19. Oktober 2008.[3]
- 2011–2012: Die Lübecker Industrie im Werk Erich Gindlers (1903–1995). Im Industriemuseum Geschichtswerkstatt Herrenwyk in Herrenwyk vom 30. Oktober 2011 bis 25. März 2012. (Aquarelle und Ölbilder, die hauptsächlich die Werft der Firma Orenstein & Koppel, aber auch die Flender Werft, das Hochofenwerk Lübeck und einige Bilder der Passat am Priwall in Travemünde zeigen).[6]